# 杜良祚
杜良祚（1615年8月27日—17世紀），字訥涵，號步武，北直隸順德府沙河縣人，清朝政治人物。

## 生平
杜良祚是順治三年（1646年）丙戌科順天鄉試舉人，四年（1647年）聯捷丁亥科進士，先在都察院觀政，後獲授山東海豐知縣，當時地方充斥盜賊，他設法守禦，人民都感激他，五年（1648年）任山東鄉試同考官，因父喪回鄉，服闋補任弋陽知縣，土寇陳元貫在山谷聚集攻掠城堡，他親自帶兵授與策略，一戰而殲滅渠魁，脅從者都散去，人民賴以安全，又經常在夜晚觀察市內，發現誦讀紡織者會召來家長溫言獎勵，給與錢財，人稱為「杜父」，調臨潼知縣，丁母憂回鄉，再補任濟源知縣，未就任已去世，海豐人為思念他入祀名宦祠。

## 家族
曾祖杜崇孝，監生；祖父杜三樂，典簿；父杜宏。

## 引用
1. 1 2  民國《沙河縣志·卷八·文獻志上》：杜良祚，字訥涵，順治四年進士，知海豐縣，時盜賊充斥，設法為守禦計，民德之，父喪歸，服闋補弋陽，調臨潼，丁母憂，既補濟源，未之任卒，海豐人思之，祀名宦。 畿輔通志
2. 1 2  《順治四年丁亥科進士三代履歷》：杜良祚，曾祖崇孝，監生；祖三樂，典簿；父宏。步武，詩五房，乙卯年八月初四日生，沙河縣人，丙戌三十六名，會試一百八十七名，三甲二百三十三名，都察院觀政，授山東海豐知縣，戊子本省同考。
3. ↑  同治《弋陽縣志·卷七·職官》：杜良祚，沙河人，順治丁亥進士知縣事，土寇陳元貫一嘯聚山谷，攻掠城堡，良祚親帥兵民密授方略一戰而殲厥渠魁，脅從者散去，民賴以安，常夜察市中，有誦讀紡織者召其家長溫言獎勵，勞以錢帛，為政敏決又能曲意牖民，如此故人稱為杜父。 通志